# Zásady (chemie)
Zásady (báze nebo alkálie, řecky βάσις) jsou chemické látky schopné poutat protony (kationty vodíku H+).
Definice kyselin a zásad se v historii měnila. I v současnosti existuje několik teorií. Podle Brønstedovy teorie je zásada látka přijímající při reakci vodíkový kationt (proton), podle Arrheniovy teorie je zásada látka odštěpující hydroxidový aniont (OH−) a nejnovější popis je podle Lewise, který říká, že zásada je při chemické reakci donor (dárce) elektronů.

## Hydroxidy
Nejběžnějšími zásadami jsou hydroxidy, které obsahují hydroxidový aniont (OH−). Hydroxidy vytvářejí zásadotvorné kovy především jako reakci svých oxidů (kysličníků) s vodou. Nejznámějšími hydroxidy jsou hydroxidy alkalických kovů a alkalických zemin, například:
- NaOH – hydroxid sodný
- KOH – hydroxid draselný
- Ca(OH)2 – hydroxid vápenatý
- Mg(OH)2 – hydroxid hořečnatý

## Zásaditost roztoku
Při disociaci zásady ve vodném roztoku vznikají hydroxidové ionty (anionty OH−) a příslušné kationty. Například reakce hydroxidu sodného nebo hydroxidu vápenatého ve vodě probíhá takto:
{\displaystyle \mathrm {NaOH\ \rightleftharpoons \ Na_{(aq)}^{+}+OH_{(aq)}^{-}} }
{\displaystyle \mathrm {Ca(OH)_{2}\ \rightleftharpoons \ Ca_{(aq)}^{2+}+2\ OH_{(aq)}^{-}} }
Roztoky zásad ve vodě jsou vždy zásadité. Zásaditost i kyselost se měří na stupnici pH, která určuje koncentraci vodíkových kationtů v roztoku, nebo na stupnici pOH, která určuje koncentraci hydroxidových aniontů v roztoku. Zásaditá je každá látka, která má pH větší než 7 nebo pOH menší než 7.
Zásaditost roztoku lze určit acidobazickými indikátory nebo pomocí pH-metru.

## Neutralizace
Neutralizace je chemická reakce kyseliny se zásadou. Produkty této reakce jsou příslušná sůl kyseliny a voda. Klasickým příkladem je reakce kyseliny chlorovodíkové a hydroxidu sodného, při níž vzniká chlorid sodný a voda:
HCl + NaOH → NaCl + H2O
V průběhu této reakce dochází ke vzniku vodného roztoku chloridu sodného a ke změnám pH roztoku, který je neutralizován a při poměru kyseliny a zásady 1:1 je výsledné pH 7.
Kyselé roztoky lze neutralizovat zásaditými roztoky a naopak. Neutralizační reakce se využívají při zpracování surovin a při výrobě mnoha látek, při úpravě odpadních vod i v chemických laboratořích.

## Vlastnosti zásad
- Mnoho zásad je rozpustných ve vodě, například hydroxid sodný, hydroxid hlinitý, amoniak.
- Po zředění s vodou mají zásady slabší účinek.
- Existují silné, středně silné a slabé zásady.
- Zásady neutralizují kyseliny, které jsou žíravé podobně jako zásady.
- Zásady mají destruktivní účinek na organické látky. Při kontaktu leptají kůži a oči.
- Zásady se využívají k výrobě mýdla a glycerinu z olejů a tuků.